# Rhinolophus euryale
El murciélago de herradura mediterráneo (Rhinolophus euryale) es una especie de quiróptero de un tamaño intermedio entre Rhinolophus ferrumequinum (murciélago de herradura grande) y Rhinolophus hipposideros (murciélago de herradura pequeño), de los que se diferencia por la forma de la silla, que es puntiaguda y ligeramente inclinada. Se diferencia también por la forma de la herradura, que en el caso del murciélago mediterráneo cuenta con tres surcos verticales, también el color interior de sus orejas es rosado, mientras en los otros es oscuro; y su forma de envolverse con las alas durante el reposo, donde mantiene sus alas casi recogidas y mostrando casi toda su área pectoral.
- Talla: Cabeza y cuerpo, entre 4,2 a 5,8 cm.
- Longitud de la cola: 2,2 a 3 cm.
- Envergadura: 38 cm.
- Peso: de 8 a 17,5 g

## Distribución
Se extiende desde la península ibérica, sur de Europa, Marruecos, Argelia y Túnez, Oriente Medio y sur del Cáucaso, hasta Turkmenistán. En Europa el límite septentrional, pasa por el centro de Francia, norte de Italia y noroeste de Rumania, no habita en zonas de alta montaña o muy áridas.

### España
La población española se estima en unos 35.450 individuos. En líneas generales, la población tiende a experimentar un descenso significativo en todo su área de distribución en la península, donde han desaparecido varias colonias en la década de 2000-2010.

#### Andalucía
Se estima en 10.278 individuos (29 % de la estimada para España). En Andalucía en 2009 se estimó un descenso del 9,9 % anual. Sin embargo, en la actualidad, a pesar de producirse un descenso poblacional, la población muestra una tendencia incierta.

## Hábitat
Especie termófila, depende de espacios forestales heterogéneos y cultivos tradicionales, situados en cercanías de zonas con abundancia de cavidades para refugio. Se alimenta principalmente de polillas nocturnas, aunque también aprovechan explosiones demográficas de pequeños escarabajos del género Rhizotrogus. Captura sus presas volando sobre la floresta o bajo ella, o desde perchas al acecho.

## Amenazas
Como en los casos de la mayoría de los quirópteros, las amenazas consideradas más importantes son las perturbaciones en los refugios, ya sean de cría o hibernación, como la pérdida y degradación de su hábitat y la disminución de presas disponibles por la utilización masiva de pesticidas agrícolas y forestales.